# لویسویل (کارولینای شمالی)
لویسویل (به انگلیسی: Lewisville) شهری در ایالت کارولینای شمالی کشور ایالات متحده آمریکا است که جمعیت آن در سرشماری سال ۲۰۱۰ میلادی، ۱۲٬۶۳۹ نفر بوده‌است.